# أسدبر
الأَسَدْبَرُ (نحت أَسَدٌ وبَبْرٌ) أو الأسد الببري (بالإنجليزية: Liger)‏ هو حيوان لبون هجين من ذكر أسد وفَزَارة (أنثى ببر)، والناتج هو كائن شبيه بالأسد ذو خطوط ببرية مميزة على جلده. يتميز بأنه أكبر حجماً من كلا الحيوانين اللذان هجن منهما، حتى أنه يعتبر أكبر حيوان من فصيلة السنوريات في العالم.

## الخصائص الفيزيائية
يعتبر الأسد الببري من أكبر السنوريات في العالم. وقد يصل طوله إلى 3.03 متر وهو أكبر من أبويه ووزنه أكثر من 350 إلى 550 كغ. وهو أكبر من الببور السيبيرية على الرغم أنها في الاسر قد تصل إلى 300 كغ ولكنها تبقى متخلفة عن الأسدبر كما إنها غالباً عقيمة.
وقد يتشابه الأسدبر مع أسد الكهوف الاميركي وهو منقرض.

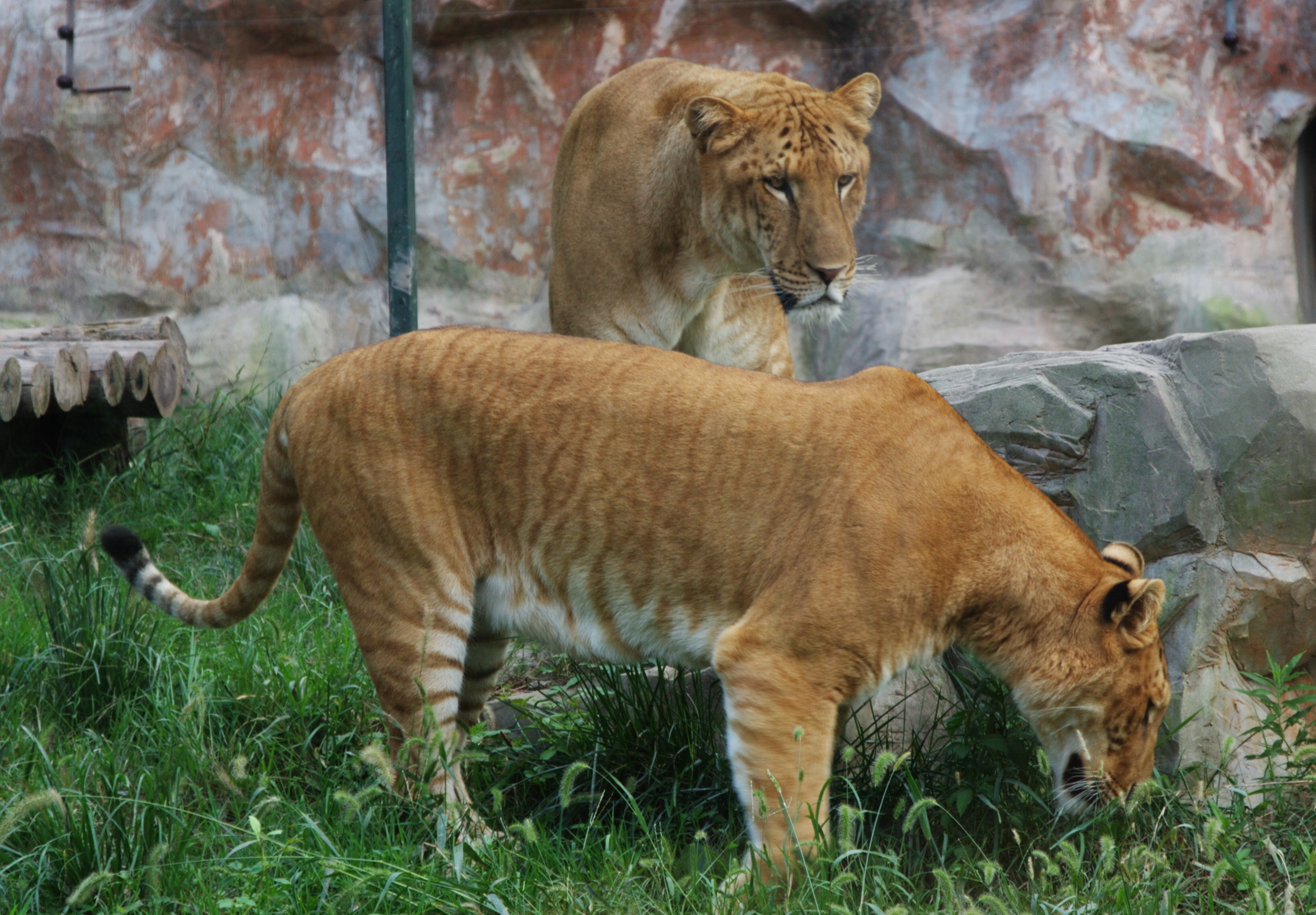
أسدبران

## هرقل: زعيم الأسود

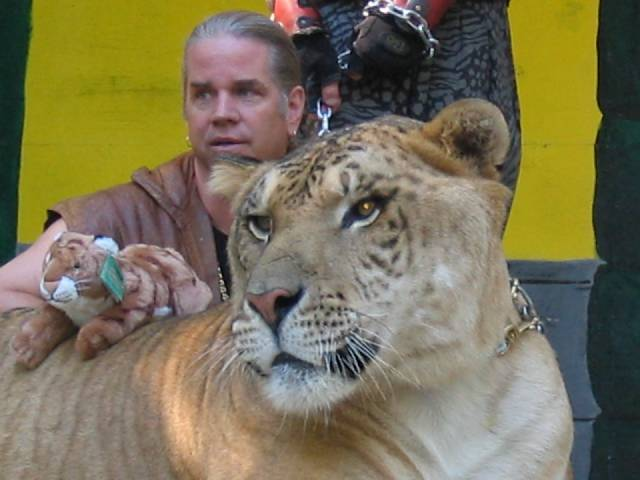
هرقل زعيم الأسود مع مدربه

هرقل هو الأسدبر الأشهر حالياً وهو موجود في ميامي، فلوريدا يبلغ وزنه 411 كيلوغرامًا أي ضِعْفَي وزن الاسد العادي وقد ظهر على العديد من برامج التلفاز والمجلات في الولايات المتحدة. ودخل كتاب جينيس للارقام القياسية باسم القط الأكبر في العالم بلا منازع حتى الآن.

## حياته مع الناس
شوهد لأول مرة في بداية القرن التاسع عشر في أوروبا، وقد رسم أحد الفنانين لوحة لمجموعة من صغار هذه الحيوانات في عام 1825.
يعتبر الأسدبر حديث الوجود ولا يستطيع العيش في الغابة لعدم تكيفه معها لضخامته وطوله الكبير.

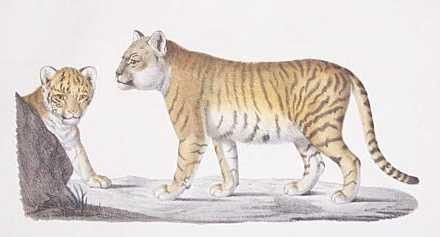
لوحة ملونة لنسل الأسد والببر، إيتيان جوفري سانت هيلار.

## هجين شبيه
البَبْرَسَد (بالإنجليزية: Tigon)‏ هو هجين شبيه للأسدبر ولكن مع اختلاف أنه ينتج من تزاوج ذكر الببر وأنثى الأسد.